# Harpócrates

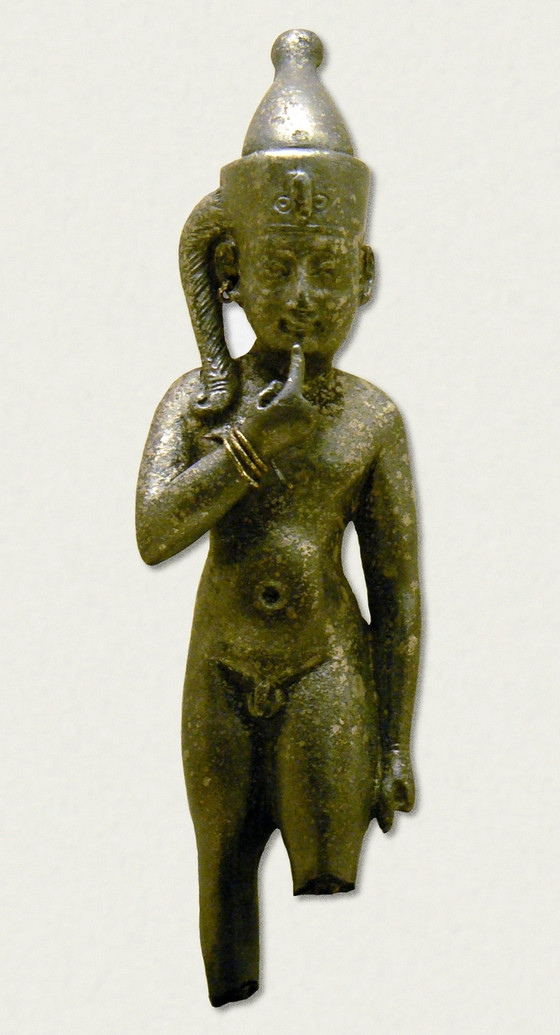
Estátua ptolomaica de bronze, representando Harpócrates como o deus Hórus quando criança (Fundação Gulbenkian, Lisboa).

Harpócrates (em grego: Ἃρποκράτης), na mitologia grega, é o deus do silêncio, do segredo e da confidencialidade. Foi adaptado pelos antigos gregos a partir da representação infantil do deus egípcio Hórus. Para os antigos egípcios, Hórus representava o Sol recém-nascido, surgindo todo dia ao amanhecer. Quando os gregos conquistaram o Egito, com Alexandre, o Grande, acabaram por transformar o Hórus egípcio numa divindade helenística conhecida como Harpócrates (do egípcio Har-pa-khered ou Heru-pa-khered, lit. "Har, a Criança").  Vide entidade feminina equivalente cultuada pelos romanos , a deusa Tácita .

## Hórus
Na mitologia egípcia, Hórus foi concebido por Ísis, a deusa-mãe, com Osíris, o deus-rei original do Egito, que havia sido assassinado por seu irmão, Seti, e se tornara o deus do mundo inferior. No sincretismo alexandrino os gregos fundiram Osíris com o seu deus do mundo inferior, Hades, produzindo Serápis.
Entre os egípcios o Hórus adulto era considerado o deus vitorioso do Sol, que a cada dia vencia a escuridão. Frequentemente é representado com a cabeça de um falcão, animal que era sagrado ao deus por voar alto sobre a Terra. Eventualmente, após disputar diversas batalhas contra Seti, Hórus finalmente obteve a vitória e se tornou soberano do Egito. Todos os faraós do Egito eram vistos como reencarnações do Hórus vitorioso.
Estelas retratando Heru-pa-khered sobre o dorso de um crocodilo, segurando serpentes em suas mãos estendidas, eram erguidas nos pátios dos templos egípcios, onde eram imersas ou lustradas com água; esta água era então utilizada para abençoar e curar, devido aos supostos poderes de cura e proteção do deus.

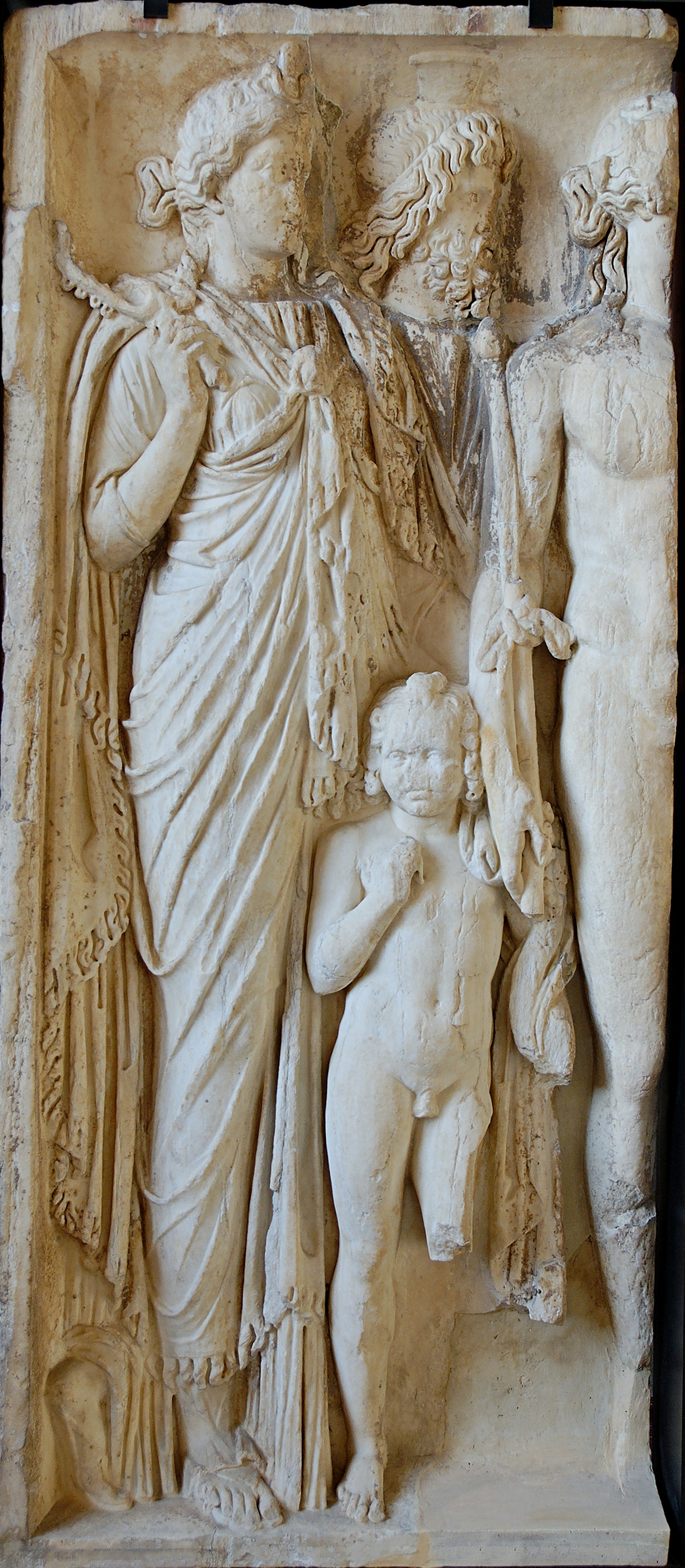
Ísis, Serápis e seu filho, Harpócrates (Museu do Louvre)

Com a moda alexandrina e romana pelos cultos de mistério, na virada do milênio, o culto a Hórus se tornou mais difundido, e passou a ser associado com o de Ísis e Serápis (Osíris).

## Harpócrates

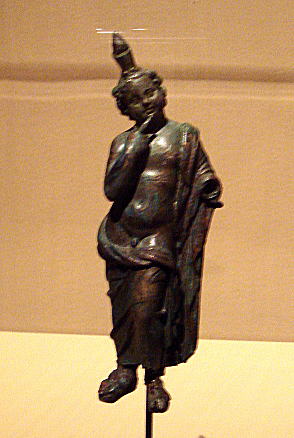
Estatueta em bronze de Harpócrates, Begram, Afeganistão, século II

Assim, Harpócrates, Hórus enquanto criança, personifica o sol recém-nascido a cada dia, a primeira força do sol do inverno. As estátuas egípcias representam este Hórus como um garoto nu, com o dedo indicador sobre a boca - uma associação com o hieróglifo que significa "criança", sem qualquer relação com o gesto greco-romano e moderno que indica "silêncio". Os antigos gregos e romanos, no entanto, sem compreender o significado do gesto, fizeram de Harpócrates o deus do silêncio e do segredo, com base no relato de Marco Terêncio Varrão, que, ao falar sobre Caelum ("Céu") e Terra ("Terra") em sua obra De lingua latina, afirmou: 
"Estes deuses são os mesmos que no Egito são chamados de Serápis e Ísis, embora Harpócrates, com seu dedo, me faça um sinal para que eu fique quieto. Os mesmos primeiros deuses eram chamados, no Lácio, de Saturno e Ops."
Ovídio descreveu Ísis:
"Sobre sua cenho se encontravam os chifres lunares, com espigas rutilantes de nítido ouro, regiamente decorados; com ela [estavam] o cão ladrador Anúbis, a santa Bubástis, o multicolorido Ápis e aquele que reprime a voz e com o dedo os silêncios persuade."

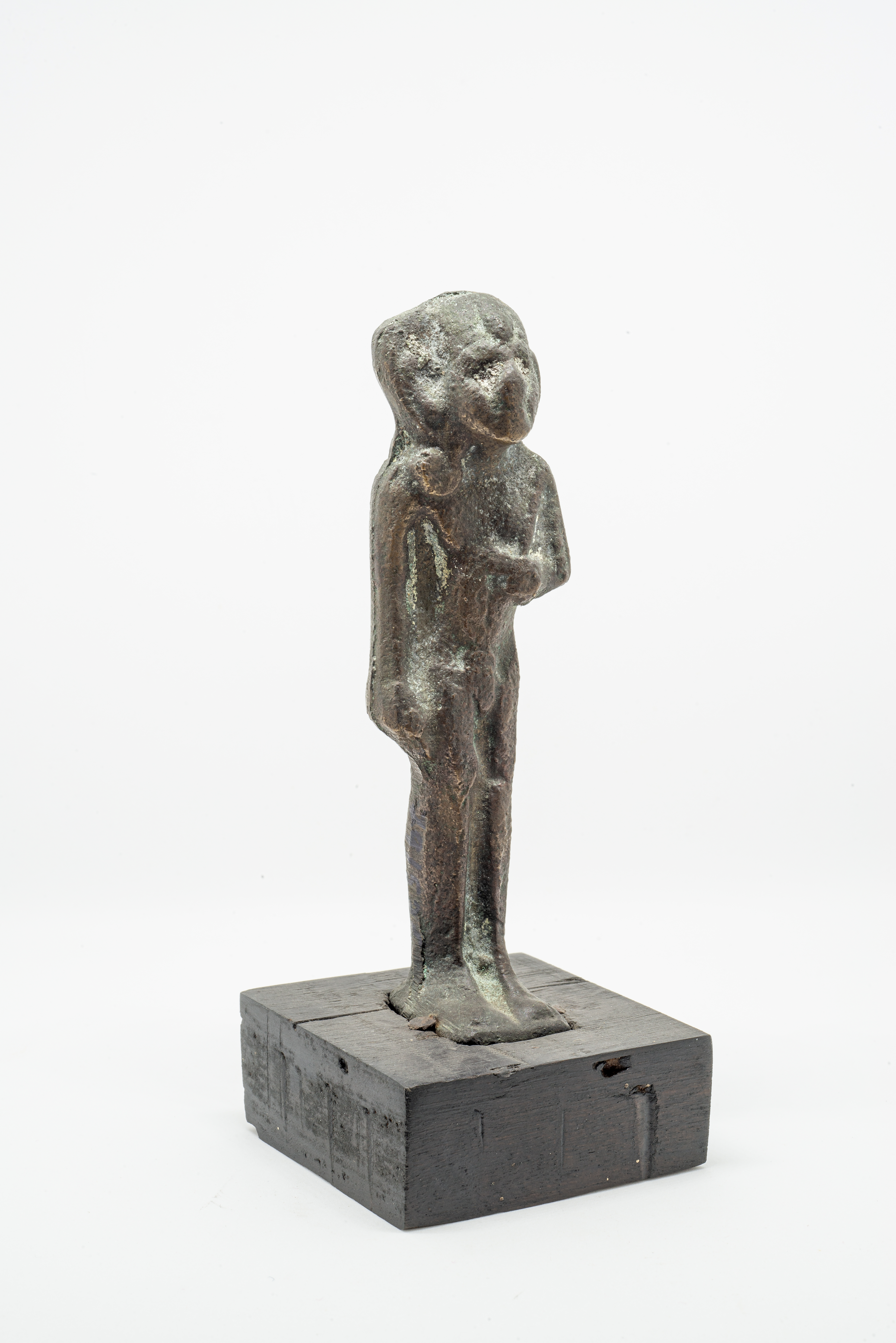
Representação de uma criança nua com a perna esquerda à frente, com o braço direito estendido junto ao corpo e o punho cerrado. Coleção Egípcia da Casa Museu Eva Klabin

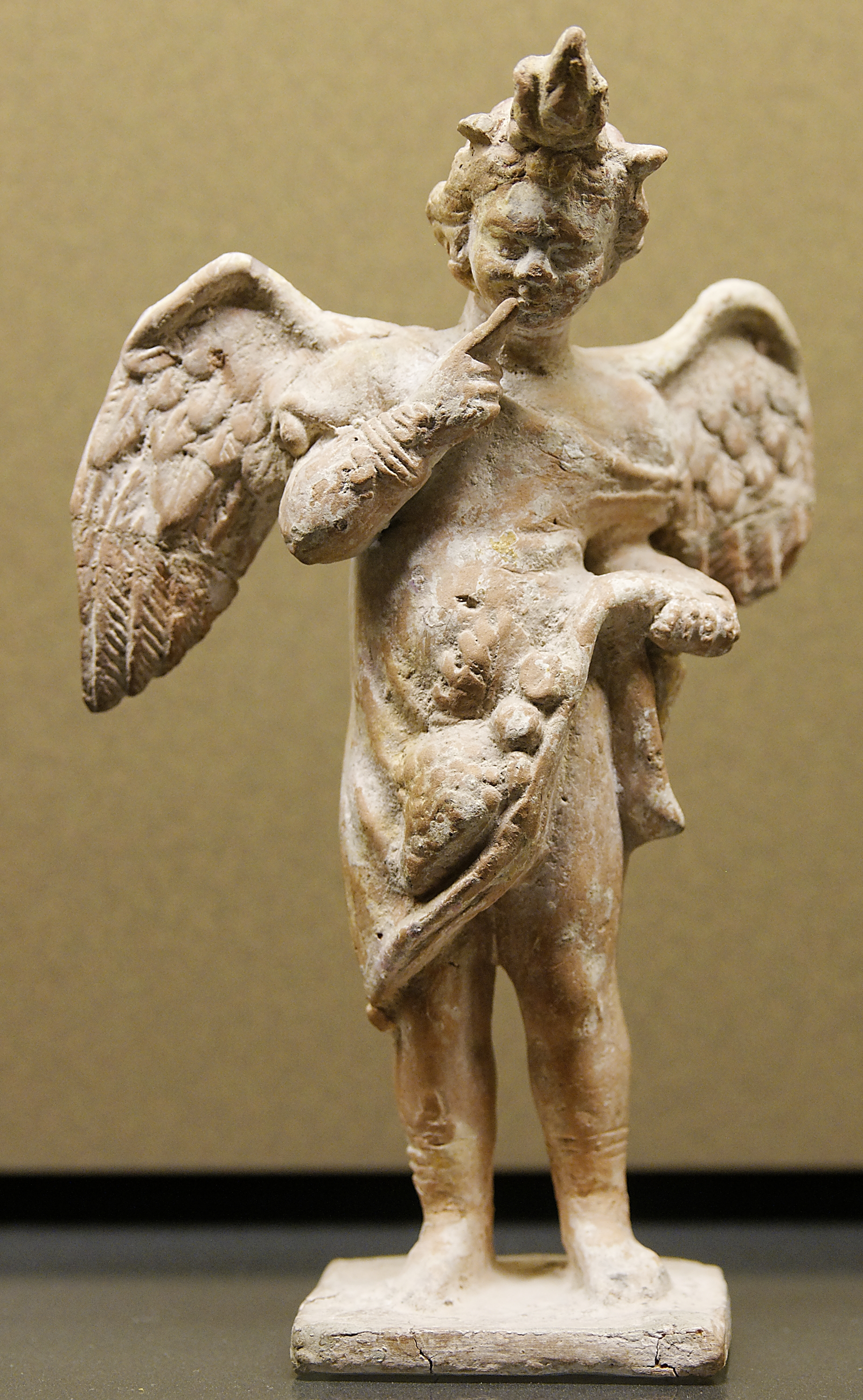
Eros Harpocrático, figura em terracota feita em Mirina, 100- (Museu do Louvre.

Imagens baratas em gesso de Harpócrates, próprias para altares domiciliares, foram encontradas por todo o Império Romano. Agostinho de Hipona era familiar com o gestual icônico de Harpócrates, embora tenha atribuído a Varrão a interpretação insistentemente evemerista de um bom cristão:
"E como em praticamente todos os tempos onde Serápis e Ísis eram cultuados existia também uma figura que parecia pedir silêncio através de um dedo apoiado contra seus lábios; Varrão acredita que o gesto tinha o mesmo significado, e que nenhuma menção devia ser feita a eles terem sido seres humanos."
Marciano Capela, autor de um texto alegorístico que permaneceu uma referência por toda a Idade Média reconhecia a imagem do "garoto com o dedo apoiado contra seus lábios" porém não mencionou o nome de Harpócrates; "...quidam redimitus puer ad os compresso digito salutari silentium commonebat". O garoto foi identificado, no entanto, como Cupido em glosas, um sincretismo que já havia resultado na figura do Cupido Harpocrático (ilustração à direita).
Segundo Plutarco Harpócrates teria sido o segundo filho de Ísis, nascido prematuramente e manco. Hórus, o Filho, se tornou o protetor especial das crianças e de suas mães. Por ter sido curado de uma mordida de cobra venenosa por Rá tornou-se um símbolo da esperança nos deuses que cuidavam dos sofrimentos da humanidade.